# Virtual Hydlide
Virtual Hydlide (ヴァーチャル ハイドライド?) è un videogioco di ruolo sviluppato da T&E Soft e pubblicato nel 1995 da SEGA per Sega Saturn. Remake in 3D di Hydlide, è il secondo titolo della serie distribuito su console SEGA.